# František Weyr (architekt)

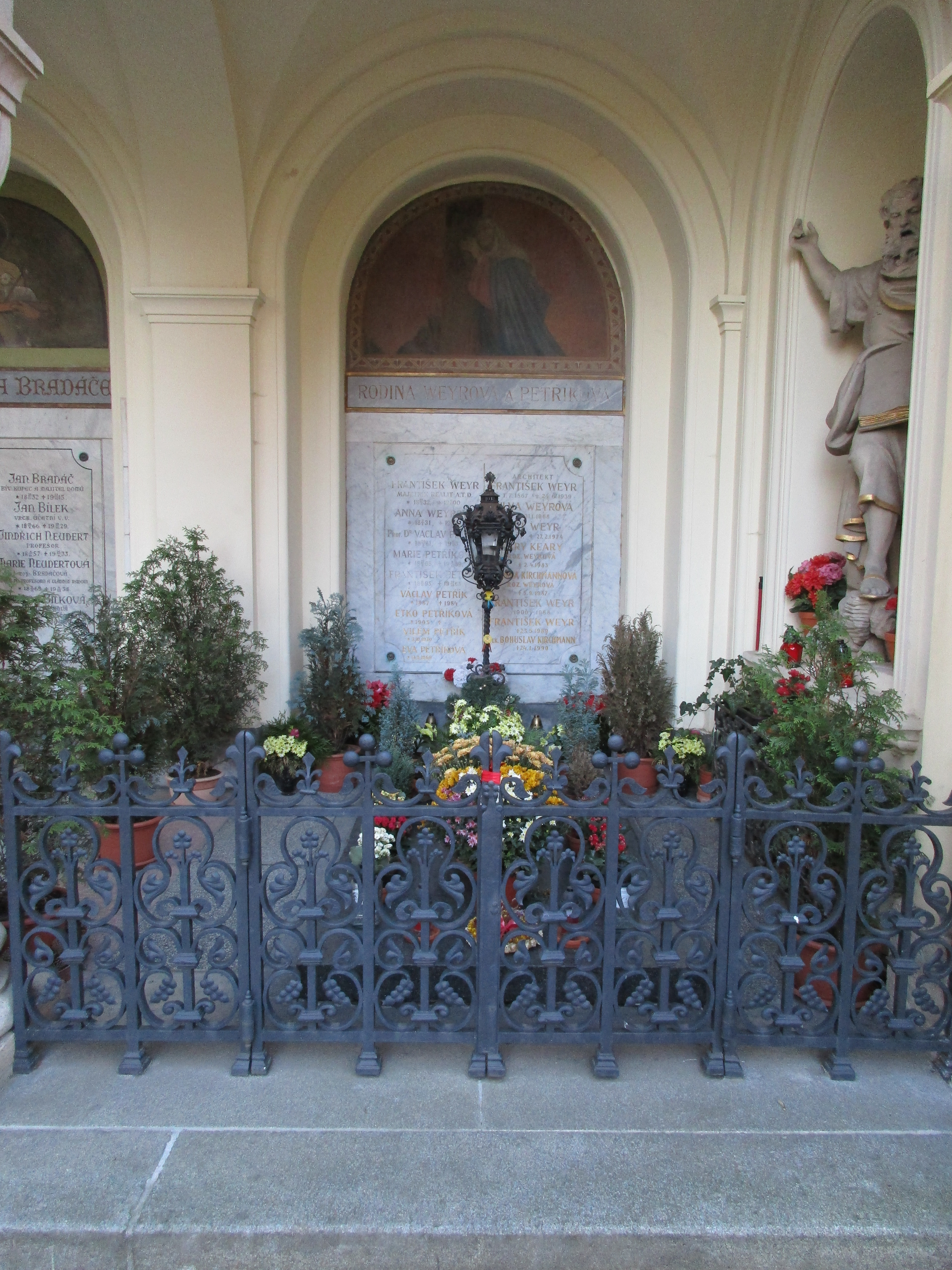
Hrob František Weyra na hřbitově v Malvazinkách

František Weyr (1. července 1867 Praha – 24. června 1939 Praha) byl český architekt a stavitel.

## Život
Narodil se v rodině majitele domu Františka Weyra (1837 — 1900) a jeho manželky Anny, rozené Kopáčkové (poprvé provdaná a ovdovělá Nová, 1831 — 1904). Sestra Marie Weyrová, provdaná Petříková (1868 — ??). Byl žákem profesora Josefa Schulze, vystudoval architekturu a pozemní stavitelství a projektoval řadu veřejných i obytných budov.
Byl ženat s Wilhelminou, rozenou Barthovou (1878 — ??).  Jeho dcera Marie Weyrová byla krátce od roku 1933 provdána za Miloše Havla, syn František (1900 — 1989) emigroval do USA a zemřel v New Yorku.
Zemřel v Praze, pohřben byl na hřbitově Na Malvazinkách.

## Dílo
- Průkopník v použití železobetonových konstrukcí ve stavebnictví.[11]
- Nájemní dům (spolupráce arch. Brzák), Široká čp. 35/V., Praha – Josefov (1902 – 03)[12]
- Nájemní dům, Masarykovo nábř. čp. 247/II., Praha – Nové Město (1903)[12]
- Nájemní dům, Kozí čp. 917/I., Praha – Staré Město (1903)[12]
- Nájemní dům, Kozí čp. 916/I., Praha – Staré Město (1904)[12]
- Nájemní dům, Kozí čp. 918/I., Praha – Staré Město (1905)[12]
- Nájemní dům (spolupráce Richard Klenka), Pařížská čp. 98/V., Praha – Josefov (1906 – 07)[12][13][14]
- Nájemní dům (spolupráce Richard Klenka), Janáčkovo nábř., Pecháčkova čp. 85/XVI., Praha – Smíchov (1909 – 10)[12]
- Nájemní dům (spolupráce Richard Klenka), Maislova, Břehová čp. 41/V., Praha – Josefov (1910 – 11)[12][13]
- Obchodní dům Passage, později Divadlo Alhambra (spolupráce Richard Klenka), Václavské nám. čp. 840/II., Praha – Nové Město (1911 – 14)[11][12]
- Přestavba na hotel Ambassador, Václavské nám. čp. 840/II., Praha – Nové Město (1918 – 22)[11][12]